# Lange Beestenmarkt
De Lange Beestenmarkt in Den Haag loopt van de Zuidwal naar de Prinsegracht. Toen die nog een gracht was, kon je over de brug naar de Korte Beestenmarkt oversteken. Zowel de Lange als de Korte Beestenmarkt zijn in de 17de eeuw aangelegd.

## De straatnaam
De Prinsegracht is het verlengde van de Grote Marktstraat en Grote Markt, waar vanaf 1614 markt werd gehouden. In 1640 werd de Prinsegracht gegraven en kwamen aan weerskanten in de zijstraten diverse veemarkten. Parallel aan de Korte Beestenmarkt loopt de Varkenmarkt. Een straat verder was rechts van de Prinsegracht de Lombardstraat en links de Brouwersgracht, alle waren dus dicht bij de Prinsegracht die vanuit de Grote Markt naar het Westland liep.

## Hofjes
Er kwamen in de 17de eeuw twee soorten hofjes aan de Beestenmarkt, voor arme, alleenstaande vrouwen en voor de arbeiders die in dit handelsdeel van de stad hun werk hadden gevonden. Later kwamen er ook exploitatiehofjes.
- De Hof van Wouw, aangelegd als dank voor de goede diensten van Elsje Ariëns, dienstbode van schependochter Cornelia van Wouw.
- Flora's Hofje
- Hofje Floris van Dam, dat eerst in de Juffrouw Idastraat was.
- Reiniershofje, gesloopt
- Naamloos Hofje, exploitatiehofje

## Varia
- Van 1842 tot 1986 was op nummer 109 de distilleerderij en wijnhandel Van Kleef gevestigd, die in 2000 heropende als Distilleerderij Museum Van Kleef. Hier werd in 1846 Lambert van Kleef geboren, die tot een van de bekendste chirurgen van het land zou uitgroeien.[1]
- Van 1869-1873 woonde Vincent van Gogh hier.
- In 1884 werd het gebouw van de Nederlandsch-Indische Spoorwegmaatschappij gebouwd.
- Tot 1979 was op nummer 86 de gereformeerde kerk gebouwd door architect Westra, later de Westerkerk genoemd, en in 1888 ingewijd. In 1963 werd hij nog gerestaureerd. Brand in 1973 heeft de kerk onherstelbaar beschadigd.